# Macaroeris
Macaroeris là một chi nhện trong họ Salticidae.